# 北京航空航天大学体育馆
39°59′06″N 116°20′55″E / 39.9850205°N 116.3486048°E

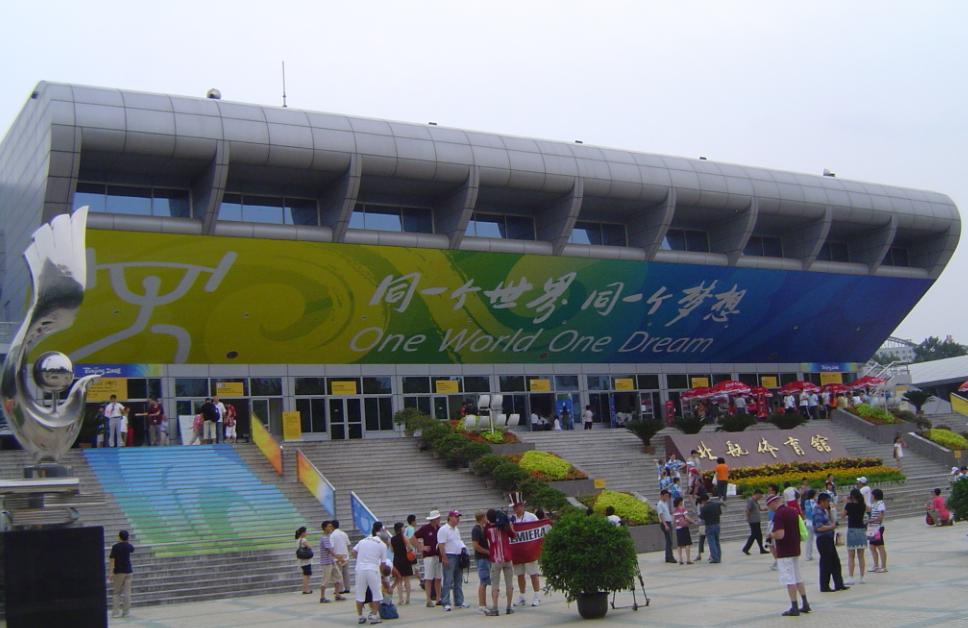
北航体育馆

北京航空航天大學體育館位於北京航空航天大學校舍內，2001年8月落成。是2008年北京奧運的舉重賽事的比賽場館。在之後的殘疾人奧運會，體育館會進行臥舉專項。
除了奧運外，北京航空航天大學體育館更曾是2001年世界大學生運動會排球項目的比賽場館，當時體育館的總建築面積爲14000平方米，設觀衆席4600個。在2007年2月12日，體育館開始擴建，它的總建築面積增至21000平方米，並且增加了1400個觀衆席。12月擴建工程竣工。